# مايك سبنس
مايك سبنس (بالإنجليزية: Mike Spence) مواليد 30 ديسمبر 1936، كان سائق فورملا 1 بريطاني سابق كان قد بدأ مسيرته الاحترافية سنة 1963. كان أول سباق له هو جائزة إيطاليا الكبرى 1963. خاض خلال مسيرته 37 سباقاً.

## سباقات شارك فيها
- لو مان 24 ساعة
- بطولة العالم للسيارات الرياضية

## روابط خارجية
- مايك سبنس على موقع Racing-Reference.info (الإنجليزية)
- مايك سبنس على موقع DriverDB.com (الإنجليزية)